# Luke Lennon-Ford
Luke Lennon-Ford (* 5. Mai 1989 in Royal Sutton Coldfield, England) ist ein ehemaliger britisch-irischer Sprinter, der sich auf den 400-Meter-Lauf spezialisiert hat Er trat bis 2017 für das Vereinigte Königreich an und feierte in dieser Zeit mit dem Gewinn der Silbermedaillen in der 4-mal-400-Meter-Staffel bei den Hallenweltmeisterschaften 2012 und 2014 seine größten sportlichen Erfolge.

## Sportliche Laufbahn
Erste internationale Erfahrungen sammelte Luke Lennon-Ford im Jahr 2009, als er bei den U23-Europameisterschaften in Kaunas mit der britischen 4-mal-400-Meter-Staffel in 3:06,18 min den sechsten Platz belegte. Im Jahr darauf kam er bei den Hallenweltmeisterschaften in Doha im Vorlauf der Staffel zum Einsatz und trug damit zum Gewinn der Bronzemedaille durch die britische Mannschaft bei. 2011 gewann er bei den U23-Europameisterschaften in Ostrava in 46,22 s die Bronzemedaille über 400 Meter hinter seinem Landsmann Nigel Levine und dem Iren Brian Gregan und siegte mit der Staffel in 3:03,53 min. Im Jahr darauf kam er bei den Hallenweltmeisterschaften in Istanbul erneut im Staffelvorlauf zum Einsatz und trug zum Gewinn der Silbermedaille bei. Ende Juni wurde er bei den Europameisterschaften in Helsinki in der ersten Runde über 400 Meter disqualifiziert und verhalf der Staffel zum Finaleinzug und gewann damit ebenfalls Silber. 2014 gewann er bei den Hallenweltmeisterschaften in Sopot in 3:03,49 min gemeinsam mit Conrad Williams, Jamie Bowie und Nigel Levine die Silbermedaille hinter dem US-amerikanischen Team. Von 2017 bis 2023 ging er international für Irland an den Start, konnte sich aber für keine weiteren Meisterschaften qualifizieren und beendete dann im Alter von 34 Jahren seine aktive sportliche Karriere.

## Persönliche Bestzeiten
- 200 Meter: 20,91 s (+1,8 m/s), 3. Juli 2011 in La Chaux-de-Fonds
- 400 Meter: 45,23 s, 2. Juni 2012 in Genf
  - 400 Meter (Halle): 46,16 s, 15. Februar 2014 in Birmingham